# Samuel Hnanyine
Samuel Hnanyine (ur. 1 marca 1984 w Nowej Kaledonii) – tahitański piłkarz grający na pozycji napastnika, reprezentant Tahiti.

## Kariera piłkarska
Samuel Hnanyine karierę rozpoczął w 2002 roku w AS Teara, a od 2011 roku gra w AS Dragon.

## Kariera reprezentacyjna
Hnanyine w reprezentacji Tahiti zadebiutował w 22 marca 2013 roku w Pirae w wygranym 2:0 meczu przeciwko reprezentacji Wysp Salomona w ramach eliminacji do mistrzostw świata 2014 w strefie OFC, w którym strzelił swoją pierwszą bramkę dla reprezentacji i do tej pory rozegrał w niej 2 mecze i strzelił 1 bramkę. Brał udział w Pucharze Konfederacji 2013 w Brazylii.

### Mecze i gole w reprezentacji
| L.p. | Data          | Miasto | Przeciwnik     | Wynik | Rozgrywki                   |
| ---- | ------------- | ------ | -------------- | ----- | --------------------------- |
| 1.   | 22 marca 2013 | Pirae  | Wyspy Salomona | 2:0   | Eliminacje do Mundialu 2014 |